# Małgorzata Zawadka
Niektóre z zamieszczonych tu informacji wymagają weryfikacji.
Dokładniejsze informacje o tym, co należy poprawić, być może znajdują się w dyskusji tego artykułu.
 Po wyeliminowaniu niedoskonałości należy usunąć szablon [[Szablon:Dopracować|]] z tego artykułu.
Małgorzata Zawadka – dziennikarka, antropolog społeczny. Wieloletnia korespondentka polskich mediów w Stanach Zjednoczonych.
Po pierwszym roku studiów polonistyki na Uniwersytecie Warszawskim, w roku 1987, wyjechała do USA, gdzie mieszkała przez 18 lat. Ukończyła antropologię, film i studia magisterskie z socjologii na Queens College w Nowym Jorku, oraz dwuletnie Seminarium Dialogu i Duchowości Międzyreligijnej.
Była pierwszym amerykańskim korespondentem Radia Zet, dla którego nadawała w latach 1990–96 z Nowego Jorku, Chicago i Los Angeles.
W latach 1993–94 mieszkała w Chicago, gdzie, wraz z Grzegorzem Krówką, prowadziła programy dla młodzieży w polonijnym radiu Jarosława Chołodeckiego
oraz wraz z Rafałem Jurakiem, program poranny "Dzień Dobry Chicago" w telewizji polonijnej Polvision.
W latach 1997–99 pracowała jako szef biura RMF FM w Waszyngtonie, a w latach 2001–2002 – szef biura Newsweek Polska w nowojorskiej redakcji amerykańskiego Newsweeka. 
Współpracowała z Teleexpressem, Filmem, Wprost, TVN i TVN24.
W roku 2006 przeprowadziła się do Polski.